# Mana (Französisch-Guayana)
Mana ist eine französische Gemeinde mit 11.364 Einwohnern (Stand 1. Januar 2022) im Übersee-Département Französisch-Guayana.

## Geschichte
1828 gründete Anne-Marie Javouhey, die Begründerin der Ordensgemeinschaft der Sœurs de Saint-Joseph de Cluny, den Ort Javouhey, späterer Stadtteil der Gemeinde Mana. Die Ordensschwestern sollten nach Plänen der französischen Regierung die landwirtschaftliche Grundlage für eine Siedlung für weiße Kolonisten und schwarzafrikanische freigelassene Sklaven errichten.

## Geografie
Die 11.364 Einwohner zählende Stadt liegt im Westen Französisch-Guayanas am Ufer des Flusses Maroni unweit dessen Mündung.
Zu Mana gehört auch die Ortschaft Javouhey, die hauptsächlich von H'mongs aus Laos bewohnt wird.

## Wirtschaft
Mana ist der größte Reisproduzent des Départements und exportiert auch nach Suriname, dem Nachbarstaat Französisch-Guayanas. Die Reisproduktion erfolgt großflächig auf trockengelegten Sümpfen. Der Großteil des Handels findet über Luftverkehr statt.

## Söhne und Töchter der Stadt
- Chantal Berthelot (* 1958), französische Politikerin, seit 2007 Abgeordnete im französischen Parlament
- Georges Patient (* 1949), französischer Politiker, seit 2008 Senator von Französisch-Guayana